# Le Martyre de sainte Agathe
Le Martyre de sainte Agathe (italien : Il martirio di sant'Agata) est une peinture sur panneau de bois de Sebastiano del Piombo réalisée en 1520. La peinture est conservée au palais Pitti à Florence.

## Historique
Sebastiano del Piombo réalise cette peinture en 1520 pour le Cardinal Ercole Rangoni de Sant'Agata dei Goti. Son format paysage et lignes de fuite en diagonales suggèrent que le cardinal comptait l'acquérir pour sa collection personnelle.
La peinture est vue par Giorgio Vasari en 1566 dans le palais des Pesaro de Guidobaldo II della Rovere aux Marches, et mentionné dans son ouvrage publié deux ans plus tard, Vita di Sebastiano del Piombo. À la suite de l'héritage de sa femme Vittoria della Rovere, la peinture arrive à Florence chez Ferdinand II de Médicis en 1631.

## Description
Le tableau fait référence à la torture d'Agathe de Catane qui passa par la découpe de ses seins. Une femme est au centre de la composition, un drap blanc autour des hanches. Deux bourreaux lui pincent les seins avec des tenailles de fer (torture des tétons). La femme ne regarde pas ses bourreaux, mais un homme barbu qui se tient à gauche du tableau. En avant-plan, une lame de couteau posée sur un bloc de pierre. En arrière-plan se déroulent les incendies qui ravagèrent Catane un an après qu'Agathe a succombé à la torture,.
Dans l'iconographie catholique, les scènes de torture font souvent référence à la crucifixion du Christ, et représenter la torture est courant. Cependant, cette toile en particulier a été qualifiée de « repoussante » et « porno-violente » tant celle-ci est connotée sexuellement et constitue l'une des rares œuvres du XVIe siècle à véhiculer une charge érotique. Il s'agit également de la première œuvre connue traitant de la torture de sainte Agathe et ne faisant pas partie d'une série d'œuvres iconographiques, isolant par là-même et d'autant plus le caractère sexuel de cet épisode. Il n'est par ailleurs pas clair de quelle manière les mains de sainte Agathe sont effectivement attachées au poteau derrière elle, poteau qui ressemble à un rideau tiré dans le paysage. Cette peinture choisit de montrer le buste de la sainte en entier et bien formé, en se souciant moins des parallèles à tracer avec le martyre du Christ. On retrouve par ailleurs la même position de la femme dans la peinture Amour sacré et Amour profane de Titien (la « Vénus vulgaire »), peintre qui partage les mêmes influences vénitiennes que Del Piombo.
Par ailleurs, la Danaë de Titien peinte trente ans plus tard s'inscrit dans cette surenchère de l'érotisation de l'art catholique propre à cette période. Charles Hope a qualifié la femme peinte de « pin-up ».
Dans le palais Pitti à Florence, Les Quatre Âges de l'homme reprennent également une structure diagonale.